# Pictorina bullawarra
Pictorina bullawarra is een rechtvleugelig insect uit de familie krekels (Gryllidae). De wetenschappelijke naam van deze soort is voor het eerst geldig gepubliceerd in 1983 door Daniel Otte en Richard D. Alexander.
Deze soort komt voor in de bergen ten westen en noordwesten van Townsville (Queensland).